# Parafia Matki Bożej Wspomożenia Wiernych w Łoniowej
Parafia Matki Bożej Wspomożenia Wiernych w Łoniowej – parafia rzymskokatolicka, znajdująca się w diecezji tarnowskiej, w dekanacie Porąbka Uszewska.